# Gina Lynn
Gina Lynn (ur. 15 lutego 1974 w Mayagüez) – amerykańska aktorka i reżyserka filmów pornograficznych, zawodowa striptizerka. Była kilkakrotnie nominowana do najważniejszych nagród przemysłu pornograficznego, w tym AVN Award. 

## Życiorys

### Wczesne lata
Urodziła się w Mayagüez, na zachodnim wybrzeżu Portoryko, w rodzinie pochodzenia włoskiego. Po rozwodzie rodziców od siódmego roku życia mieszkała z matką w stanie New Jersey. Wychowywała się w Jackson Township w stanie New Jersey. Kiedy miała dziesięć lat, jej matka wyszła ponownie za mąż i urodziła syna. W 1993 ukończyła katolicką szkołę średnią St. Rose High School w Belmar.
W wieku 19 lat podjęła pracę jako striptizerka w HeartBreakers w Asbury Park w New Jersey. W wieku 22 lat wyjechała do Reading w Pensylwanii, gdzie przez pięć lat tańczyła jako striptizerka w klubie Al’s Diamond Cabarete. Chcąc zarobić więcej pieniędzy, w 1995 przeszła operację powiększenia piersi z miseczki B na C.
W 1997 pokazała się na okładce magazynu „Chéri”. Przed 1999 jej zdjęcia ukazały się też w magazynach „Leg Action” i „Legal and Tender”.

### Kariera w branży porno
Po raz pierwszy wystąpiła w dwóch filmach porno 18 In Vegas 1 (1999), gdzie jej partnerem był mąż Travis Knight, i 4 Finger Club 9 (2000) w scenie lesbijskiej z Amandą Rain.
Następnie Gina Lynn pojawiła się w 18 filmach nakręconych w Las Vegas dla Mad Jack. Przeniosła się do Los Angeles. Pierwszym filmem nakręconym w Kalifornii był Kiss of the Black Widow z Asią Carrerą w roli głównej. Kolejne występy Lynn, w tym Girl’s Affair 42 (2000) z Samanthą Sterlyng, zostały dostrzeżone przez producentów filmów porno.
W kwietniu 2000 była zaliczana do najważniejszych modelek Sultry Network. W tym samym miesiącu wzięła udział w nagraniu filmu Sex DeLuxe dla wytwórni Sin City. Rolę główną zagrała w nim Silvia Saint. W czerwcu 2000 roku Gina Lynn podpisała roczny kontrakt z Plesaure Productions.
Jako aktorka porno zmieniła swój wygląd. W 2000 przefarbowała włosy na blond, a w 2002 przeszła kolejną operację powiększenia piersi do miseczek rozmiaru D.
W styczniu 2003 razem z Chloe Jones i Kendrą Jade podpisała kontrakt z firmą ClubJenna należącą do Jenny Jameson. ClubJenna miał zająć się stroną internetową Lynn. W tym samym miesiącu uczestniczyła w tragach erotycznych AVN Adult Entertainment Expo, będąc na nich jedną z gwiazd.
Na początku lutego 2003 premierę miał film Strap On Sally 20, w którym Gina Lynn po raz pierwszy wystąpiła w scenie seksu analnego. W tym filmie zagrała scenę z debiutantką Nikki Benz, kanadyjską aktorką porno pochodzenia ukraińskiego. 
W drugiej połowie 2003 Gina Lynn Nikki Benz i Krystal Steal wystąpiły razem w filmie Strap On Sally 22. Był to pierwszy film, w którym wspólnie zagrały trzy kontraktowe dziewczyny Pleasure Productions.
Latem 2003 wygasł jej kontrakt z Pleasure Productions. Przy okazji Lynn zdementowała pogłoski o swoim odejściu z przemysłu pornograficznego. Jej ostatnim filmem jako kontraktowej dziewczyny Pleasuere był Close Up 2. W grudniu 2003 premierę miał pierwszy film Giny Lynn, w którym zagrała po wygaśnięciu poprzedniego kontraktu. Był to Jules Jordan Video Flesh Hunter 6.
Od 2004 Gina Lynn także sama reżyserowała filmy. We wrześniu tego samego roku założyła własną firmę zajmującą się produkcją – Gina Lynn Productions.
W styczniu 2004 podpisała półtoraroczny kontrakt z Club Magazine and Video. Latem 2004 wystąpiła w pierwszym filmie dla nowego pracodawcy; obraz Gina Lynn Reinvented reżyserował Lorenzo Santini. Był to pierwszy film Lynn po prawie rocznej przerwie.
W 2005 zdobyła AVN Award w kategorii „Najlepszy film gonzo (DVD)” za film Gina Lynn’s Darkside. Gina Lynn wystąpiła w nim z mężem i inną aktorką porno – Belladonną.
W marcu 2006 Gina Lynn niezadowolona ze współpracy rozwiązała kontrakt z Club DVD. We wrześniu tego samego roku, podczas realizacji zdjęć do programu Viva la Bam, Lynn doznała ciężkich obrażeń twarzy i karku, natomiast członek ekipy Off The Hook TV ciężko uszkodził swoje genitalia w wyniku nieudanego występu o nazwie „150ft Rubber Band Stun”.
W 2008 zdobyła nagrodę F.A.M.E. w kategorii „Ulubiony tyłek”, a także została nominowana do AVN Award w kategoriach „Najlepsza scena seksu w filmie video” za występ z Jeanem Val Jeanem w filmie Flash Hunter 9 oraz „Najlepsza scena seksu z udziałem trzech osób” za występ z Nikki Benz i Mickiem Blue w filmie Meet the Fuckers 6.
W kwietniu 2008 podpisała kontrakt z Gold Star Modeling i Gold Star Dance Network.
Gina Lynn miała także sesje zdjęciowe dla magazynów erotycznych „The Best of Club International Uncensored! (2000), „Leg Tease” (2000), „Fox” (w kwietniu i grudniu 2002 i 2003), „Pirate” (w marcu 2003) i „Celebrity Sleuth” (2003). Trafiła także na okładki magazynów: „Hustler” (w listopadzie 2003), „Club Magazine” (w lipcu 2004) i „Penthouse” (w kwietniu 2012).
W 2007 znalazła się w obsadzie Gina Lynn Productions Double D’s & Derrieres 3. W jednej ze scen wystąpiła z Nikki Benz i Krystal Steal, dla której był to powrót do przemysłu pornograficznego po dwuletniej przerwie.

### Występy poza przemysłem porno

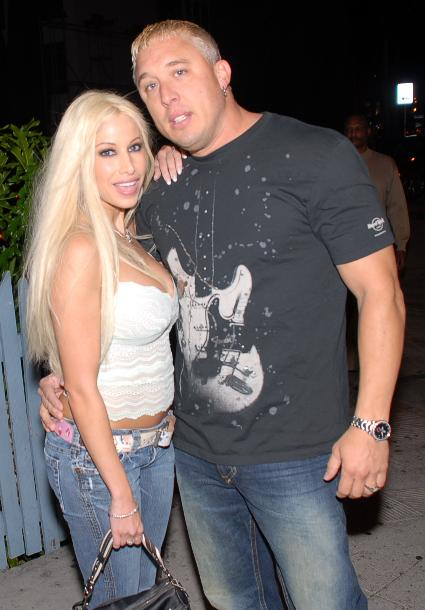
Gina Lynn z mężem – Travisem Knightem

Była obecna na kinowym ekranie przez 30 sekund w epizodycznej roli striptizerki w komedii kryminalnej Harolda Ramisa Nawrót depresji gangstera (Analyze That, 2002) z Robertem De Niro i Billym Crystalem. Początkowo striptizerkę miała zagrać Shannon Elizabeth. O krótkim występie Lynn wspominał magazyn pornograficzny „Oui”.
W maju 2003 wystąpiła w wideoklipie Eminema „Superman”. W 2004 i potem w 2007 zagrała postać Bady Bing w serialu HBO Rodzina Soprano (The Sopranos). Była też striptizerką w serialu telewizji NBC Brygada ratunkowa (Third Watch).
Dwukrotnie gościła w talk-show Howarda Sterna – 4 maja 2006 i w maju 2008.
W 2010 grała w teledysku do utworu rapera Vinnie’ego Paza „Keep Movin’ On”, stworzonego wspólnie z Sharą Worden, opublikowanego na albumie Season of the Assassin z 2010. Gina Lynn wcieliła się w rolę dziewczyny amerykańskiego weterana wojennego, którego zagrał wokalista grupy muzycznej Terror, Scott Vogel.

## Życie prywatne
4 lipca 1996 wyszła za mąż za Stephena McGuire, jednak rozwiodła się po roku - 1 maja 1997. Wkrótce poznała Travisa Knighta, którego poślubiła w 1999 i wraz z nim rozpoczęła karierę w przemyśle porno. Jednak w 2012 doszło do rozwodu.

## Nagrody i nominacje
| Rok  | Nagroda           | Kategoria                                                       | Film                        | Inni wykonawcy                         | Rezultat  |
| ---- | ----------------- | --------------------------------------------------------------- | --------------------------- | -------------------------------------- | --------- |
| 2004 | AVN Award         | Wykonawczyni roku                                               | –                           | –                                      | Nominacja |
| 2005 | AVN Award         | Najlepsza scena seksu oralnego - wideo                          | Darkside (2004)             |                                        | Nominacja |
| 2005 | AVN Award         | Najlepsza scena seksu grupowego - wideo                         | Darkside (2004)             | Jules Jordan, Travis Knight i Mr. Pete | Nominacja |
| 2005 | AVN Award         | Najlepszy film gonzo (DVD)                                      | Gina Lynn’s Darkside        | –                                      | Wygrana   |
| 2005 | AVN Award         | Wykonawczyni roku                                               | –                           | –                                      | Nominacja |
| 2005 | AVN Award         | Najlepsza scena seksu samych dziewczyn - wideo                  | Gina Lynn Reinvented (2004) | Boo Dilicious                          | Nominacja |
| 2005 | XRCO Award        | Orgasmic Oralist                                                | –                           | –                                      | Nominacja |
| 2008 | AVN Award         | Najlepsza scena seksu w parze - wideo                           | Flesh Hunter 9 (2006)       | Jean Val Jean                          | Nominacja |
| 2008 | AVN Award         | Crossoverowa gwiazda roku                                       | –                           | –                                      | Nominacja |
| 2008 | AVN Award         | Najlepsza scena seksu triolizmu (dziewczyna/dziewczyna/chłopak) | Meet the Fuckers 6 (2007)   | Nikki Benz i Mick Blue                 | Nominacja |
| 2008 | Urban Spice Award | Najlepsza wykonawczyni                                          | –                           | –                                      | Nominacja |
| 2008 | F.A.M.E. Awards   | Ulubiony tyłek”                                                 | –                           | –                                      | Wygrana   |
| 2009 | AVN Award         | Gwiazdka internetowa roku                                       | –                           | –                                      | Nominacja |
| 2009 | AVN Award         | Najlepsza złośnica                                              | Oil Overload 1 (2008)       | –                                      | Nominacja |
| 2009 | AVN Award         | Jenna Jameson Crossoverowa gwiazda roku                         | –                           | –                                      | Nominacja |
| 2010 | AVN Award         | Hall of Fame (Aleja Sławy)                                      | –                           | –                                      | Wygrana   |

## Filmografia
| Rok                                                                  | Tytuł                                                             | Wytwórnia             | Informacje dodatkowe                                                                                  |
| -------------------------------------------------------------------- | ----------------------------------------------------------------- | --------------------- | --- |
| (na podstawie The Internet Adult Film Database i Adult Fim Database) |                                                                   |                       | |
| 1999                                                                 | 18 In Vegas 1                                                     | Midnight Video        | |
| 2000                                                                 | 2'fers 1 (2 fers)                                                 | Sin City              | |
| 2000                                                                 | Action Sports Sex 9                                               | Vivid                 | |
| 2000                                                                 | California Cocksuckers 20 (Good Grief, Charlie Blown!)            | Sin City              | |
| 2000                                                                 | Diamond Dog                                                       | Pleasure Productions  | |
| 2000                                                                 | Four Finger Club 9 (4 Finger Club 9)                              | New Sensations        | Niektóre źródła podają, że film pochodzi z 2001.                                                      |
| 2000                                                                 | Fresh Flesh 11                                                    | Odyssey               | |
| 2000                                                                 | Girl’s Affair 42                                                  | Fat Dog               | |
| 2000                                                                 | Kiss of the Black Widow                                           | Pleasure Productions  | |
| 2000                                                                 | Live Bait 4                                                       | Pleasure Productions  | |
| 2000                                                                 | New Breed 3                                                       | Pleasure Productions  | |
| 2000                                                                 | Paige Shagwell P.I.: Undercover Lap Dancer                        | Pleasure Productions  | |
| 2000                                                                 | Pornocide                                                         |                       | Według części źródeł Giny Lynn nie grała w tym filmie.                                                |
| 2000                                                                 | Sex Deluxe (Nic Cramer’s Sex Deluxe)                              | Sin City              | |
| 2000                                                                 | Shock Therapy                                                     | Sin City              | |
| 2000                                                                 | Soaking Wet Cotton Panties 6                                      | CDI Home Video        | |
| 2000                                                                 | Suspended Disbelief                                               | Pleasure Productions  | |
| 2000                                                                 | Sweet Lil 18 8: Mariah’s After School Special                     | Sin City              | Upadek w czasie kręcenia tego filmu Gina Lynn uważa za jeden z bardziej śmiesznych w swojej karierze. |
| 2000                                                                 | Wet Cotton Panties 13                                             | CDI Home Video        | |
| 2001                                                                 | Accidental Starlet                                                | Pleasure Productions  | Niektóre źródła podają, że film pochodzi z 2002.                                                      |
| 2001                                                                 | Buttslammers 21                                                   | B7                    | |
| 2001                                                                 | Cruising with Nina Ferrari                                        | Pleasure Productions  | |
| 2001                                                                 | Cruising with Tabitha                                             | Pleasure Productions  | |
| 2001                                                                 | Dreamscapes                                                       | Adam & Eve            | |
| 2001                                                                 | Gina’s Very Merry Christmas Orgy                                  | Pleasure Productions  | |
| 2001                                                                 | House Sitter                                                      | Pleasure Productions  | |
| 2001                                                                 | Inner Vision (II)                                                 | Pleasure Productions  | |
| 2001                                                                 | Jail Babes 3                                                      | Pleasure Productions  | |
| 2001                                                                 | Naughty Nights                                                    | Pleasure Productions  | |
| 2001                                                                 | Naughty Nights 2                                                  | Pleasure Productions  | |
| 2001                                                                 | New Breed 3                                                       | Pleasure Productions  | |
| 2001                                                                 | New Breed 5                                                       | Pleasure Productions  | |
| 2001                                                                 | New Breed 7                                                       | Pleasure Productions  | Niektóre źródła podają, że film pochodzi z 2003.                                                      |
| 2001                                                                 | Savage Security                                                   | Pleasure Productions  | |
| 2001                                                                 | Strap-On Sally 17                                                 | Pleasure Productions  | Niektóre źródła podają, że film pochodzi z 2002.                                                      |
| 2002                                                                 | Capers                                                            | Pleasure Productions  | |
| 2002                                                                 | Crazy About You                                                   | Pleasure Productions  | |
| 2002                                                                 | Cruising with Miko Lee                                            | Pleasure Productions  | |
| 2002                                                                 | Fairy’s Tail                                                      | Pleasure Productions  | |
| 2002                                                                 | Fortune                                                           | Pleasure Productions  | Niektóre źródła podają, że film pochodzi z 2003.                                                      |
| 2002                                                                 | Naughty Nights 3                                                  | Pleasure Productions  | Niektóre źródła podają, że film pochodzi z 2003.                                                      |
| 2002                                                                 | Strap-On Sally 18                                                 | Pleasure Productions  | |
| 2002                                                                 | Strap-On Sally 19                                                 | Pleasure Productions  | |
| 2002                                                                 | Strap-On Sally 20                                                 | Pleasure Productions  | |
| 2002                                                                 | XXX Video Factory                                                 | nieznana              | |
| 2003                                                                 | 10 Magnificent Blondes                                            | Pleasure Productions  | |
| 2003                                                                 | Close-up 1                                                        | Pleasure Productions  | |
| 2003                                                                 | Deviant Behavior                                                  | Pleasure Productions  | |
| 2003                                                                 | Dirty Work                                                        | Pleasure Productions  | |
| 2003                                                                 | Eye Of Desire                                                     | Pleasure Productions  | |
| 2003                                                                 | Flesh Hunter 6                                                    | Jules Jordan Video    | |
| 2003                                                                 | High Rise                                                         | Pleasure Productions  | |
| 2003                                                                 | Li’l Red                                                          | Pleasure Productions  | |
| 2003                                                                 | Naughty Nights 5                                                  | Pleasure Productions  | |
| 2003                                                                 | Private Reality 17: Anal Desires                                  | Private               | |
| 2003                                                                 | Retro Lust                                                        | Pleasure Productions  | |
| 2003                                                                 | Strap-On Sally 21                                                 | Pleasure Productions  | |
| 2003                                                                 | Strap-On Sally 22                                                 | Pleasure Productions  | |
| 2003                                                                 | Sweetest Thing                                                    | Pleasure Productions  | |
| 2003                                                                 | Undercover Operations: Special Agent 69                           | Pleasure Productions  | |
| 2004                                                                 | Analog                                                            | Vivid                 | Kompilacja.                                                                                           |
| 2004                                                                 | Celebrty Porn Stars Exposed                                       | Taylor Wane           | |
| 2004                                                                 | Close-up 2                                                        | Pleasure Productions  | |
| 2004                                                                 | Club’s Room Service                                               | Club                  | |
| 2004                                                                 | Flash 1                                                           | Club                  | |
| 2004                                                                 | Flash 2                                                           | Club                  | Niektóre źródła podają, że film pochodzi z 2005.                                                      |
| 2004                                                                 | Flesh Hunter 8                                                    | Jules Jordan Video    | Niektóre źródła podają, że film pochodzi z 2005.                                                      |
| 2004                                                                 | Gina Lynn’s CloseUp                                               | Pleasure Productions  | |
| 2004                                                                 | Gina Lynn’s DarkSide                                              | EvilAngel             | Film zdobył AVN Award w kategorii „Najlepszy film gonzo (DVD)”.                                       |
| 2004                                                                 | Gina Lynn Reinvented                                              | Club                  | |
| 2004                                                                 | Gina Lynn Unleashed                                               | Gina Lynn Productions | |
| 2004                                                                 | Gina Lynn’s Dark Side                                             | Evil Angel            | |
| 2004                                                                 | If the Balls Fit, Suck 'Em                                        | Vivid                 | Kompilacja.                                                                                           |
| 2004                                                                 | Matrix Pornstars                                                  | Matrix Content        | |
| 2004                                                                 | Top Notch Bitches 1                                               | Exquisite             | |
| 2004                                                                 | Wild On X 1                                                       | Metro                 | |
| 2004                                                                 | Wild On X 2                                                       | Metro                 | |
| 2005                                                                 | Dr. Lenny’s Favorite Anal Scenes                                  | Vivid                 | Kompilacja.                                                                                           |
| 2005                                                                 | Gina Lynn Gone Wild                                               | Pleasure Productions  | |
| 2005                                                                 | Greates Female Orgasms Ever                                       | New Sensations        | Kompilacja.                                                                                           |
| 2005                                                                 | Intimate Affair with Gina Lynn                                    | Pleasure Productions  | |
| 2005                                                                 | Lipstick Lesbians 3                                               | Cloud 9 Girl          | |
| 2005                                                                 | My First Anal                                                     | Vivid                 | Kompilacja.                                                                                           |
| 2005                                                                 | Porn Fidelity 2                                                   | Juicy Entertainment   | |
| 2005                                                                 | Pulled Pork Sandwich                                              | Vivid                 | Kompilacja.                                                                                           |
| 2005                                                                 | Tear Jerkers 1                                                    | Gina Lynn Productions | Gina Lynn była także reżyserką filmu.                                                                 |
| 2005                                                                 | Teen Anal                                                         | Vivid                 | |
| 2006                                                                 | DD’s and Derrieres 1                                              | Gina Lynn Productions | Gina Lynn była także reżyserką filmu.                                                                 |
| 2006                                                                 | DD’s and Derrieres 2                                              | Gina Lynn Productions | |
| 2006                                                                 | Dirty Chicks Craving Meat Sticks                                  | Exquisite             | |
| 2006                                                                 | Drowning in Bitch Juice 1                                         | Gina Lynn Productions | Gina Lynn była także reżyserką filmu.                                                                 |
| 2006                                                                 | Flesh Hunter 9                                                    | Jules Jordan Video    | Gina Lynn za występ w tym filmie zdobyła nominację do AVN Award.                                      |
| 2006                                                                 | Gina’s Fresh Breed 3                                              | Exquisite             | |
| 2006                                                                 | Hand to Mouth 4                                                   | 3rd Degree            | |
| 2006                                                                 | I Love Gina                                                       | Gina Lynn Productions | |
| 2006                                                                 | Jack’s Big Ass Show 5                                             | Digital Playground    | |
| 2006                                                                 | My First Sex Teacher 7                                            | Pure Play Media       | |
| 2006                                                                 | Tear Jerkers 2                                                    | Gina Lynn Productions | |
| 2006                                                                 | Top Notch Bitches 5                                               | Gina Lynn Productions | Gina Lynn była także reżyserką filmu.                                                                 |
| 2006                                                                 | Virtual Blackjack with Gina Lynn                                  | Exquisite             | Niektóre źródła podają, że film pochodzi z 2004.                                                      |
| 2007                                                                 | Babysitters                                                       | Digital Playground    | |
| 2007                                                                 | Black Owned 2                                                     | Jules Jordan Video    | |
| 2007                                                                 | Buttworx                                                          | Jules Jordan Video    | |
| 2007                                                                 | DD’s and Derrieres 3                                              | Gina Lynn Productions | |
| 2007                                                                 | Demons Within (Gina Lynn’s Demons Within)                         | Gina Lynn Productions | |
| 2007                                                                 | Drowning in Bitch Juice 2 (Gina Lynn’s Drowning In Bitch Juice 2) | Gina Lynn Productions | |
| 2007                                                                 | Fantasstic Whores 3                                               | Exquisite             | Gina Lynn była także reżyserką filmu.                                                                 |
| 2007                                                                 | Feeding Frenzy 9                                                  | Jules Jordan Video    | |
| 2007                                                                 | Filthy 2                                                          | 3rd Degree            | Niektóre źródła podają, że film pochodzi z 2006.                                                      |
| 2007                                                                 | Gina Lynn’s Ultimate Feast 1                                      | Gina Lynn Productions | |
| 2007                                                                 | Gina’s Black Attack 2                                             | Gina Lynn Productions | Gina Lynn była także reżyserką filmu.                                                                 |
| 2007                                                                 | Gina’s Filthy Hos 4                                               | Exquisite             | |
| 2007                                                                 | Gina’s Fresh Breed 4                                              | Exquisite             | Gina Lynn była także reżyserką filmu.                                                                 |
| 2007                                                                 | Housewife 1 on 1 8                                                | Pure Play Media       | |
| 2007                                                                 | Internal Cumbustion 11                                            | Zero Tolerance        | Niektóre źródła podają, że film pochodzi z 2006.                                                      |
| 2007                                                                 | Jack’s Big Tit Show 4                                             | Digital Playground    | |
| 2007                                                                 | Jack’s POV 7                                                      | Digital Playground    | |
| 2007                                                                 | Licensed to Blow 3                                                | Adam & Eve            | |
| 2007                                                                 | Meet the Fuckers 6                                                | Zero Tolerance        | Gina Lynn za występ w tym filmie zdobyła nominację do AVN Award.                                      |
| 2007                                                                 | Naughty Office 7                                                  | Pure Play Media       | |
| 2007                                                                 | Pussy Meltdown                                                    | Gina Lynn Productions | |
| 2007                                                                 | Rossi’s Revenge                                                   | Vivid                 | |
| 2007                                                                 | Tear Jerkers 3 (Gina Lynn’s Tear Jerkers 3)                       | Jules Jordan Video    | |
| 2007                                                                 | Taboo 23                                                          | Cal Vista             | |
| 2007                                                                 | Top Notch Bitches 6                                               | Gina Lynn Productions | |
| 2008                                                                 | Big Tits at Work 1                                                | Jules Jordan Video    | |
| 2008                                                                 | Bleached to Bone                                                  | 3rd Degree            | |
| 2008                                                                 | Control Freaks                                                    | Vouyer Media          | |
| 2008                                                                 | Drowning in Bitch Juice 3 (Gina Lynn’s Drowning in Bitch Juice 3) | Gina Lynn Productions | Gina Lynn była także reżyserką filmu.                                                                 |
| 2008                                                                 | Gina Lynn’s Ultimate Feast 2 (Ultimate Feast 2)                   | Gina Lynn Productions | |
| 2008                                                                 | Interactive Gina Lynn                                             | Jules Jordan Video    | |
| 2008                                                                 | Lex The Impaler 3                                                 | Jules Jordan Video    | Niektóre źródła podają, że film pochodzi z 2007.                                                      |
| 2008                                                                 | Oil Overload                                                      | Jules Jordan Video    | |
| 2008                                                                 | Pornstars Like it Big                                             | Brazzers              | |
| 2008                                                                 | Top Notch Bitches 7                                               | Gina Lynn Productions | Gina Lynn była także reżyserką filmu.                                                                 |